# Nördliche Dolomiten

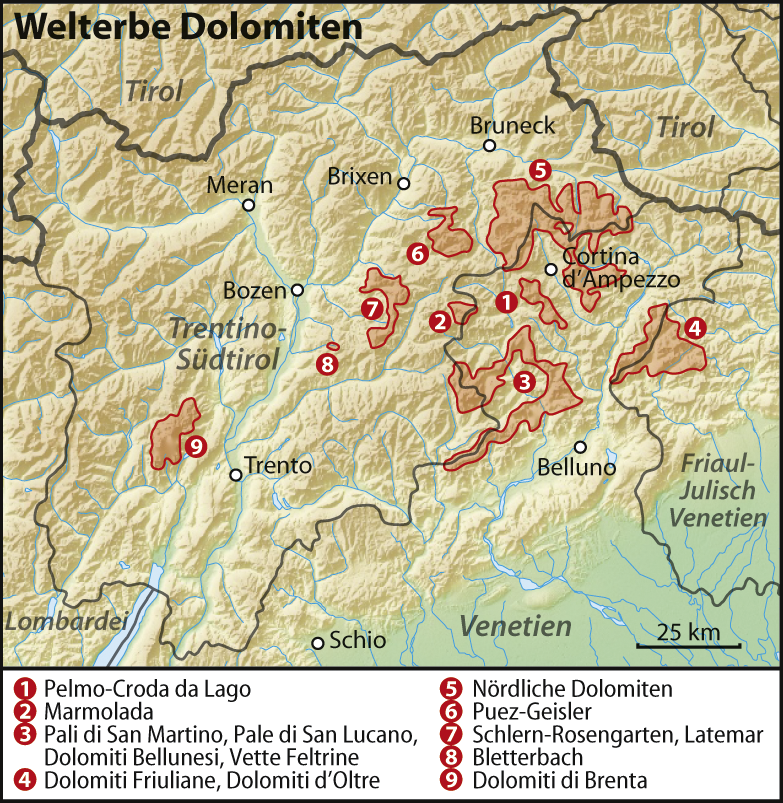
Die „Nördlichen Dolomiten“ auf der Karte oben rechts mit der Nummer 5 eingezeichnet

Die Nördlichen Dolomiten ist eines der neun Teilgebiete der Dolomiten, die zum UNESCO-Welterbe Dolomiten gehören. Mit einer Fläche von rund 536 km² ist es das größte, der 2009 zum UNESCO-Welterbe erklärtem Gebiete in den Dolomiten. Es liegt ausschließlich in den italienischen Provinzen Belluno und Bozen – Südtirol. Von den neun Teilgebieten ist es das einzige Gebiet, das die UNESCO Kriterien für Weltnaturerbestätten wie außergewöhnlicher Naturschönheit und ästhetischer Bedeutung ebenso ausnahmslos und vollständig erfüllt, wie sie laut UNESCO außergewöhnliche Beispiele für geologische Prozesse und geomorphologische Merkmale sind.

## Abgrenzung
Das Teilgebiet wird im Norden vom Pustertal abgegrenzt. Im Westen bilden das vom Pustertal nach Süden abzweigende Gadertal und ein oberer Teilast desselben, das St.-Kassian-Tal, bis zum Valparolapass die Grenze. Im Süden ist das Gebiet von den Tälern des Boite, des Ansiei und des Piave eingegrenzt. Im Osten bildet das Sextental mit dem Kreuzbergpass und dem südlich angrenzenden Val Padola im oberen Comelico die Grenze.

## Gliederung
Unter dem Teilgebiet der Nördlichen Dolomiten sind von der UNESCO mehrere Gebirgsgruppen der Dolomiten zusammengefasst worden, die den Sextner Dolomiten, den Pragser Dolomiten und der Fanesgruppe im Norden und Westen sowie den Ampezzaner und den Cadorische Dolomiten im Süden zugeordnet werden können. Während die übrigen Teilgruppen weitgehend vollständig in das Welterbe Dolomiten mit aufgenommen wurden, sind von den Ampezzaner Dolomiten nicht alle Untergruppen im UNESCO-Teilgebiet nördliche Dolomiten erfasst. So sind die Nuvolau- und die Pomagagnongruppe nicht mit aufgenommen worden. Die zu den Ampezzaner Dolomiten zählende Croda-da-Lago-Gruppe ist dagegen mit dem zu den Zoldiner Dolomiten gehörendem Monte Pelmo zu einem eigenen Teilgebiet zusammengefasst worden.

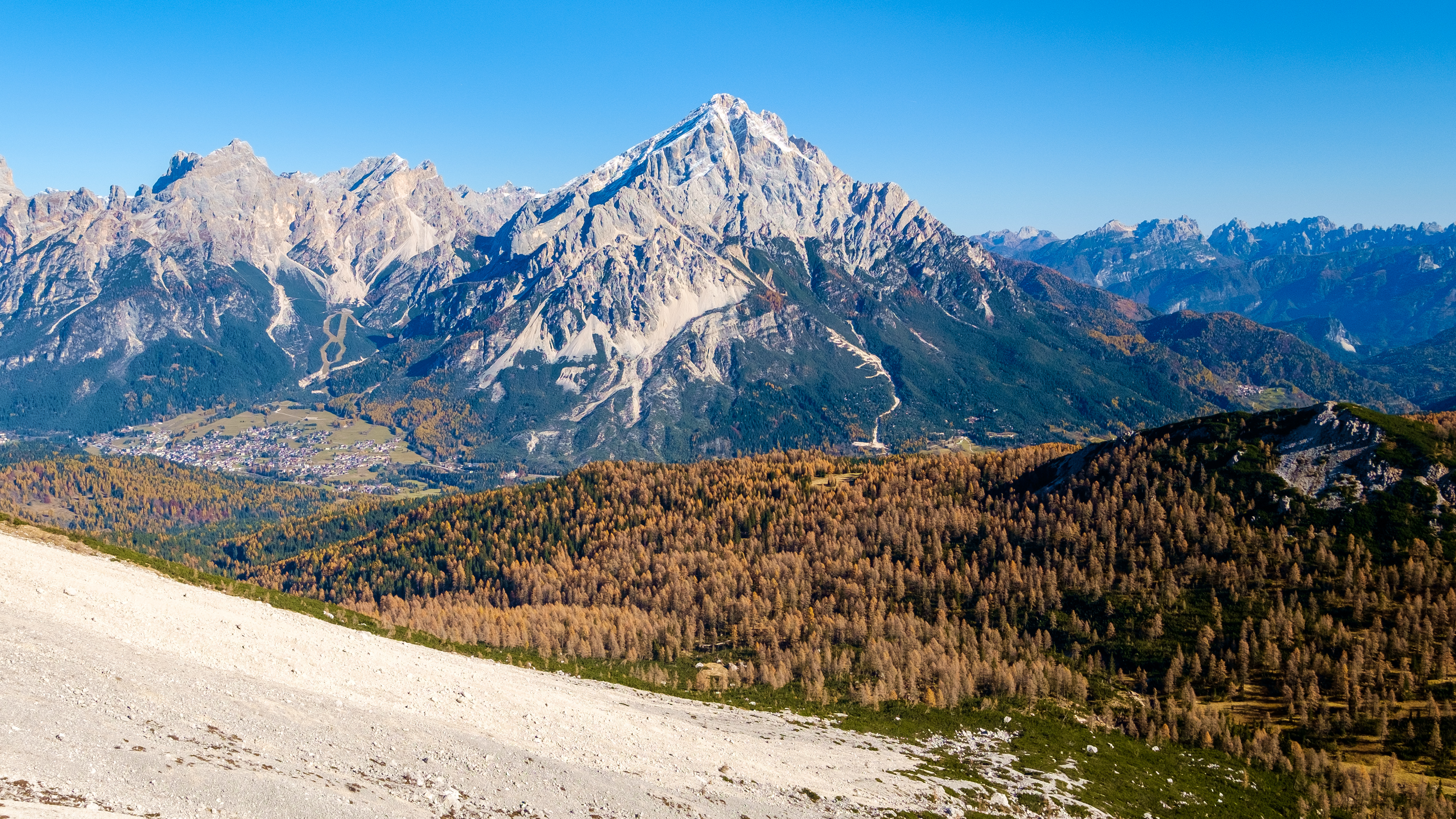
Antelao
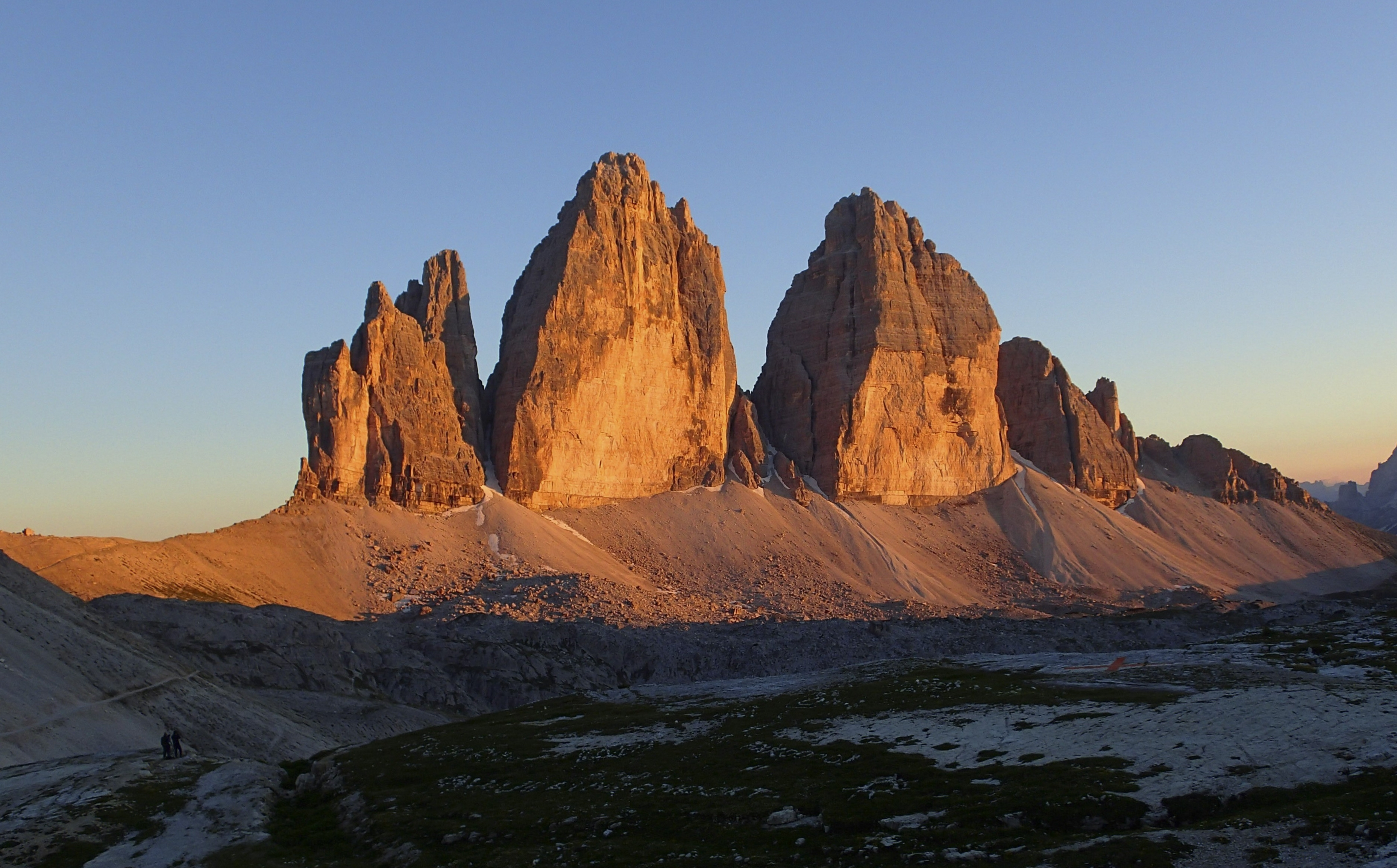
Drei Zinnen
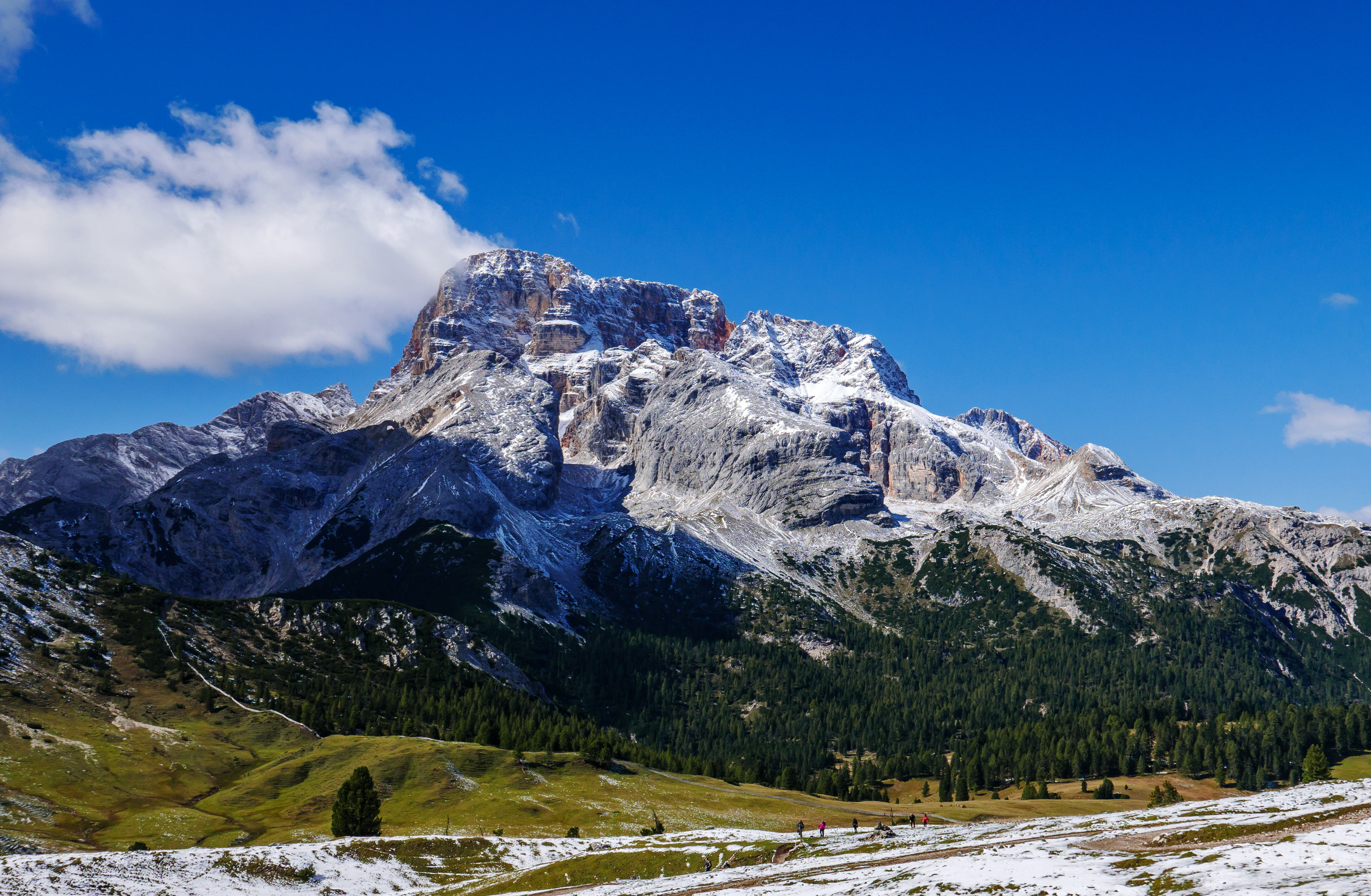
Hohe Gaisl
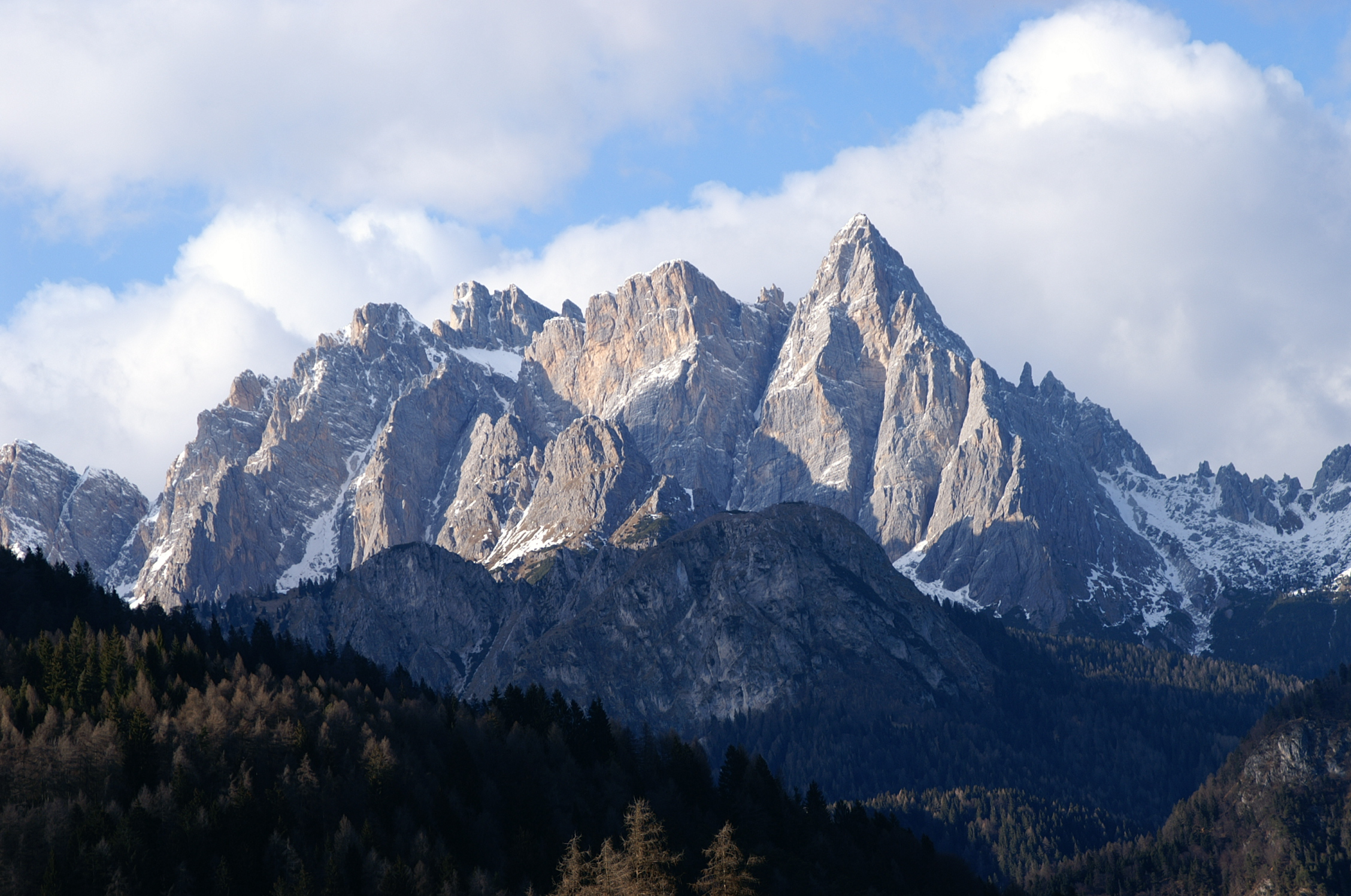
Marmarole
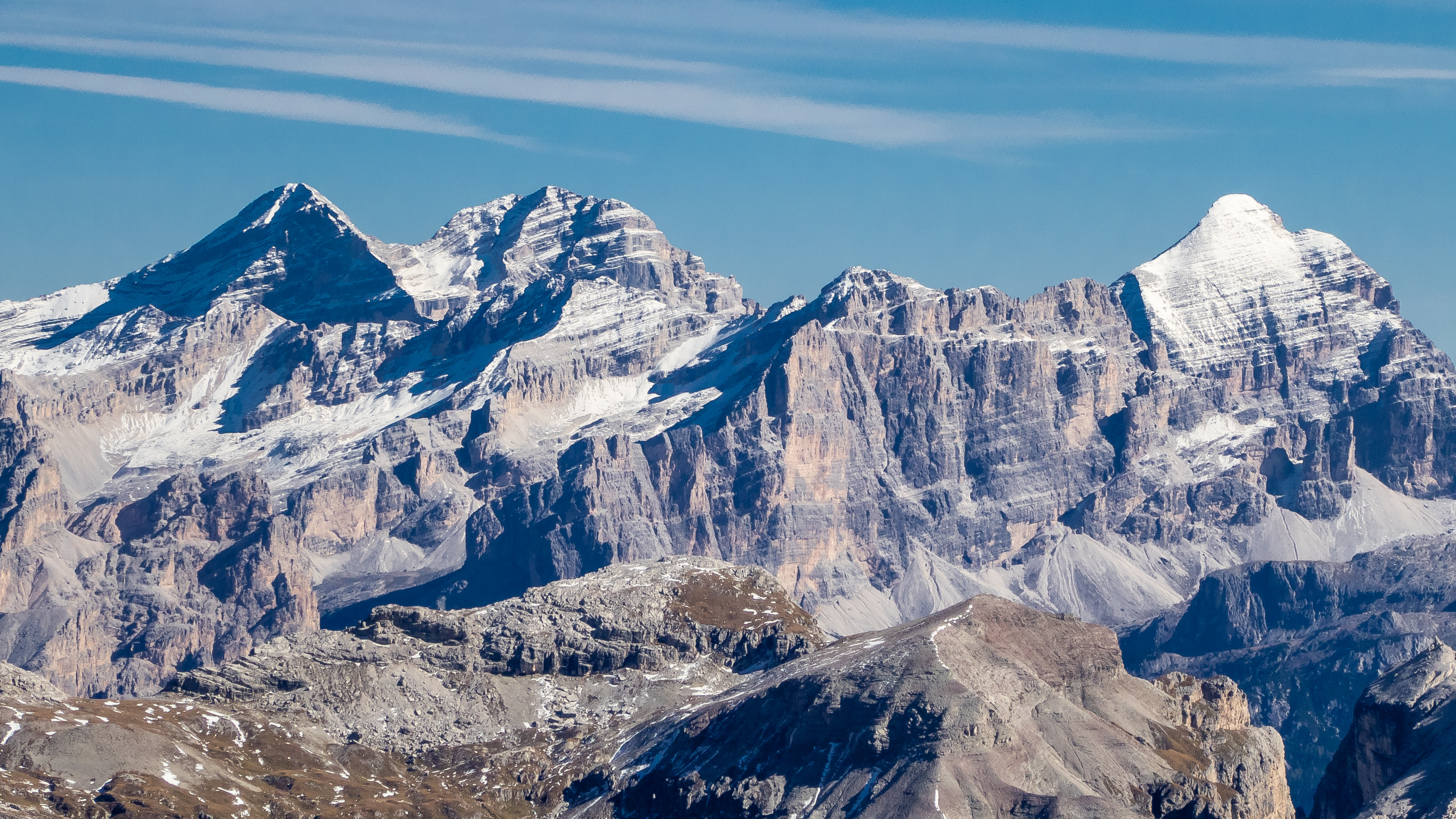
Tofane

## Gipfel
- Antelao 3264 m s.l.m., Antelaogruppe, Cadorische Dolomiten
- Tofana di Mezzo 3244 m s.l.m., Tofane, Ampezzaner Dolomiten
- Monte Cristallo 3221 m s.l.m., Cristallogruppe, Ampezzaner Dolomiten
- Punta Sorapiss 3205 m s.l.m., Sorapiss, Ampezzaner Dolomiten
- Hohe Gaisl 3146 m s.l.m., Hohe-Gaisl-Gruppe, Pragser Dolomiten
- Dreischusterspitze 3145 m s.l.m., Dreischustergruppe, Sextner Dolomiten
- Zwölferkofel 3145 m s.l.m., Zwölfergruppe, Sextner Dolomiten
- Piz Cunturines 3064 m s.l.m., Fanesgruppe, Östliche Gadertaler Dolomiten
- Große Zinne 2999 m s.l.m., Drei Zinnen, Sextner Dolomiten
- Sextner Rotwand 2965 m s.l.m., Elfer-Popera-Gruppe, Sextner Dolomiten
- Cimon del Froppa 2932 m s.l.m., Marmarole, Cadorische Dolomiten
- Cima Cadin di San Lucano 2839 m s.l.m., Cadini-Gruppe, Sextner Dolomiten

## Schutzgebiete
- Naturpark Fanes-Sennes-Prags (Südtirol)
- Naturpark Drei Zinnen (Südtirol)
- Naturpark Ampezzaner Dolomiten (Venetien)